# 이상헌 (1954년)
이상헌(李相憲, 1954년 7월 10일~)은 대한민국의 정치인이다. 제20·21대 국회의원을 역임하였다. 본관은 경주이며 울산 출생이다.

## 생애
1954년 경상남도 울산군 농소면에서 태어났다. 농소초등학교, 농소중학교, 울산고등학교, 울산과학대학교, 한국방송통신대학교, 동국대학교 대학원을 졸업하였다.
울산 누리학교 교장으로서 교육 환경 개선 운동에 참여하였다.
2016년 제20대 국회의원 선거에서는 당시 무소속 윤종오 후보에게로 야권 단일화하고 더불어민주당 비례대표 26번으로 등록했으나 당선되지 못했다. 이후, 윤종오가 국회의원에 당선된 뒤, 공직선거법 위반 혐의로 최종심에서 벌금 300만 원을 선고받으면서 의원직을 상실하면서 재보궐선거가 열리게 되었다.
이후 6월 13일 열린 재보궐 선거에서 자유한국당 박대동 후보를 20% 앞서며 당선되었다.
2020년 제21대 국회의원 선거에서도 단수 공천을 받아 미래통합당 박대동 후보와 재대결하게 되었다. 정의당 김진영 후보와의 단일화가 무산되어 그가 10% 가까이 표를 잠식하는 불운이 있었지만 46.34% 득표를 하여 40.89% 득표에 그친 박대동 후보를 꺾고 재선에 성공했다.

## 학력
- 농소국민학교 졸업
- 농소중학교 졸업
- 울산고등학교 졸업
- 울산과학대학교 전문학사
- 한국방송통신대학교 학사
- 동국대학교 지역개발대학원 행정학 석사
- 동국대학교 대학원 호텔관광경영학 박사

## 경력
- 2000~2003: 새천년민주당 울산광역시 지부 북구 지구당위원장
- 2002: 제16대 대통령 선거 새천년민주당 노무현 대통령 후보 울산광역시 지부 선거대책본부장
- 명성재건학교 교사
- 울산누리학교장
- 울산신문사 대표
- 울산 흥사단 대표
- 울산시민단체협의회 공동대표
- 동북아관광개발 연구원장
- 야학전국연합회 상임고문
- 울산노인대학장
- 농소중학교 총동문회장
- 한국가스기술공사 상임감사
- 대통령직속 민주평화통일자문회의 울산북구협의회장
- 2014.03~2015.12: 새정치민주연합 울산광역시당 북구 지역위원회 위원장
- 2015.01~2015.12: 새정치민주연합 울산광역시당 위원장
- 2015.12~2024.02: 더불어민주당 울산광역시당 북구 지역위원회 위원장
- 2017.04~2017.05: 제19대 대통령 선거 더불어민주당 문재인 대통령 후보 울산선거대책본부장
- 2015.12~2016.08: 더불어민주당 울산광역시당 위원장
- 2018.02~2019.05: 더불어민주당 정책위원회 부의장
- 2018년 6월 13일: 2018년 재보궐선거 당선(울산 북구, 더불어민주당, 초선)
- 2018.08~2020.08: 더불어민주당 지방혁신균형발전추진단 공공기관이전분과위원회 위원
- 2018.08~2022.08: 더불어민주당 울산광역시당 위원장
- 2020년 4월 15일: 대한민국 제21대 국회의원 선거 당선(울산 북구, 더불어민주당, 재선)
- 2022.02~2022.03: 제20대 대통령 선거 더불어민주당 이재명 대통령 후보 대한민국대전환 선거대책위원회 총괄특보단장
- 2024.02~2025.07: 더불어민주당 탈당
- 2025.07~: 더불어민주당 복당

### 의정 활동
- 2018.06~2020.05: 제20대 국회의원(울산 북구, 더불어민주당, 초선)
  - 2018.07~2020.05: 제20대 국회 후반기 문화체육관광위원회 위원
  - 2018.07~2019.05: 제20대 국회 후반기 예산결산특별위원회 위원
  - 2019.07~2020.05: 제20대 국회 후반기 예산결산특별위원회 위원
- 2020.05~2024.05: 제21대 국회의원(울산 북구, 더불어민주당→무소속, 재선)
  - 2020.06~2022.05: 제21대 국회 전반기 문화체육관광위원회 위원
    - 2020.07~2022.05: 제21대 국회 전반기 문화체육관광위원회 문화예술법안심사소위원회 위원
    - 2020.07~2022.05: 제21대 국회 전반기 문화체육관광위원회 예산결산심사소위원회 위원장

  - 2020.07~2024.05: 국회수소경제포럼 구성의원
  - 2022.01~2023.12: 제21대 국회 2030 부산세계박람회 유치지원 특별위원회 위원
  - 2022.07~2023.10: 제21대 국회 후반기 문화체육관광위원회 위원
  - 2023.10~2024.05: 제21대 국회 후반기 문화체육관광위원회 위원장

## 전과
- 지방의회의원선거법위반: 벌금 100만원 - 1992년 2월 13일 선고[1]
- 공직선거및선거부정방지법위반: 벌금 100만원 - 2003년 10월 2일 선고[1]

## 역대 선거 결과
|  | 9.24% |

|  | 25.54% |

|  | 48.47% |

|  | 46.34% |

|  | 0.00% |

## 소속 정당
| 소속 정당 | 소속 정당      | 소속 기간 | 비고      |
| --------- | -------------- | --------- | --------- |
|           | 새천년민주당   | 2000~2003 | 정계 입문 |
|           | 무소속         | 2003      | 탈당      |
|           | 열린우리당     | 2003~2007 | 창당      |
|           | 대통합민주신당 | 2007~2008 | 합당      |
|           | 통합민주당     | 2008      | 합당      |
|           | 민주당         | 2008~2011 | 당명 변경 |
|           | 민주통합당     | 2011~2013 | 합당      |
|           | 민주당         | 2013~2014 | 당명 변경 |
|           | 새정치민주연합 | 2014~2015 | 합당      |
|           | 더불어민주당   | 2015~2024 | 당명 변경 |
|           | 무소속         | 2024~2025 | 탈당      |
|           | 더불어민주당   | 2025~현재 | 복당      |

## 가족 관계
- 형: 이상원(~2020년 6월 13일)

## 같이 보기
- 북구 (울산 선거구)
- 울산 북구의 국회의원